# Конфланде
Конфланде (фр. Conflandey) насеље је и општина у источној Француској у региону Франш-Конте, у департману Горња Саона која припада префектури Везул.
По подацима из 2011. године у општини је живело 391 становника, а густина насељености је износила 73,77 становника/km². Општина се простире на површини од 5,3 km². Налази се на средњој надморској висини од 223 метара (максималној 256 m, а минималној 207 m).

## Демографија
| 1962. | 1968. | 1975. | 1982. | 1990. | 1999. | 2011. |
| ----- | ----- | ----- | ----- | ----- | ----- | ----- |
| 354   | 361   | 471   | 457   | 402   | 424   | 391   |

График промене броја становника у току последњих година